# Catur Rahayu
Catur Rahayu is een bestuurslaag in het regentschap Tanjung Jabung Timur van de provincie Jambi, Indonesië. Catur Rahayu telt 1975 inwoners (volkstelling 2010).